# Ийдеелвен
Ийдеелвен (на шведски: Gideälven) е река в Северна Швеция (провинции Вестерботен и Вестернорланд), вливаща се в Ботническия залив на Балтийско море, с дължина 225 km и площ на водосборния басейн 3442 km².

## Географска характеристика
Река Ийдеелвен изтича от южния ъгъл на езерото Хакшон, разположено на 456 m н.в. в южната част на платото Норланд, в централната част на лена Вестерботен. По цялото си протежение тече предимно в югоизточна посока по южната периферия на платото, като минава последователно през множество малки проточни езера, а между тях и по-надолу образува бързеи, прагове и 10 малки водопада (най-високият от които е 25 m). В долното течение тече по хълмиста приморска равнина. Влива се в западната част на Ботническия залив на Балтийско море при град Хусум (лен Вестелнорланд).
Водосборният басейн на река Ийдеелвен обхваща площ от 3442 km². Речната ѝ мрежа е двустранно развита, но всичките ѝ притоци са къси и маловодни. На североизток и югозапад водосборният басейн на Ийдеелвен граничи с водосборните басейни на реките Льодеелвен, Анундшо, Онгерманелвен и други по-малки, вливащи се в Ботническия залив на Балтийско море.
Ийдеелвен има предимно снежно подхранване с ясно изразено пролетно-лятно пълноводие и зимно маловодие.

## Стопанско значение, селища
На някои от по-големите водопади са изградени малки ВЕЦ-ове. Водите ѝ се използват за битово и промишлено водоснабдяване и воден туризъм. Селищата, разположени по течението ѝ, са предимно малки, като по-значителни са Бьорна и Хусум.